# Xã Spencer, Quận Pike, Missouri
Xã Spencer (tiếng Anh: Spencer Township) là một xã thuộc quận Pike, tiểu bang Missouri, Hoa Kỳ. Năm 2010, dân số của xã này là 798 người.